# .ky
Pour les articles homonymes, voir KY.
.ky est le domaine de premier niveau national (country code top level domain : ccTLD) réservé aux Îles Caïmans (Royaume-Uni).